# Die Walpurgisnacht
Die Walpurgisnacht ist eine 1812 erschienene Erzählung von Heinrich Zschokke, in der die Verführbarkeit des Menschen thematisiert wird.

## Handlung
Herr Robert, der Ich-Erzähler der Geschichte, ist auf Geschäftsreise in Prag und vermisst seine geliebte Frau Fanny und seine Kinder. Eines Tages bemerkt er im Gasthaus einen Herrn, der ihn wegen seines Äußeren (Klumpfuß, rote Jacke, finsterer Blick) an den Teufel erinnert – an den Robert aber nicht glaubt. Kurz vor der Heimreise bemerkt er, dass er seine Brieftasche mit viel Geld sowie Briefen von Fanny und von seinem Bruder verloren hat. Da taucht der Herr wieder auf, stellt sich als ein Herr Manteuffel vor, macht seltsame Andeutungen über mögliche Geschäfte und scheint Geheimnisse über Roberts Familie (z. B. einen drohenden Bankrott seines Bruders) zu kennen. Als Robert die verlorene Brieftasche erwähnt, gibt der Herr zu, diese gefunden und ihn durch die Briefe ausfindig gemacht zu haben.
Am nächsten Tag reisen beide in die gleiche Richtung ab, Robert in der Postkutsche, Manteuffel in seiner eigenen. Tage später kommt Robert spät in der Nacht in seiner Heimatstadt an. Um seine Familie nicht zu wecken, legt er sich im Gartenhaus schlafen. Kurz darauf steht Manteuffel wieder vor ihm. Robert gibt zu, dass er sich erschreckt habe und ihm Manteuffel bei ihrer ersten Begegnung wie der Teufel vorkam. Er folgt Manteuffel in das Gasthaus, wo dieser übernachtet, um mit ihm einen Punsch zu trinken. Dort trifft er zufällig auf Julie – seine Jugendliebe, die er einst verlassen musste, weil sie von den Eltern an einen polnischen Adligen verheiratet wurde. Er folgt Julie in ihr Zimmer, sie schwelgen in Erinnerungen an ihre Liebe, als Julies brutaler und eifersüchtiger Ehemann das Zimmer betritt und Robert angreift. Dieser verteidigt sich mit einem zufällig herumliegenden Messer und ersticht ihn. Mit einer Lampe in der Hand ergreift er die Flucht, verfolgt von anderen Gästen und Bediensteten des Gasthauses. In der Scheune lässt er die Lampe fallen, die im Stroh ein Feuer entfacht. Robert flieht aus der Stadt und sieht, zurückblickend, dass der Brand sich auf die ganze Stadt ausgebreitet hat.
Er entledigt sich seines blutbefleckten Mantels, wodurch er wieder die Brieftasche mit seinem Geld verliert, und versteckt sich in einem Gebüsch nahe einer Landstraße. Eine Kutsche hält direkt vor dem Gebüsch, der Eigentümer steigt kurz aus und geht in den Wald. Robert nutzt die Gelegenheit, die Kutsche zu stehlen, da ihm sonst nur eine Existenz als Bettler und Landstreicher übrigbleiben würde. Der aus dem Wald zurückkehrende Eigentümer will die Pferde aufhalten, doch Robert treibt sie an und überfährt ihn. Zurückblickend erkennt er den Eigentümer – es ist sein eigener Bruder. Ein Kutschenrad hat ihn überrollt und er stirbt. Roberts schlechtes Gewissen quält ihn: Er, ein eigentlich guter und anständiger Mensch, ist innerhalb einer Nacht zum Mörder, Brandstifter und Räuber geworden. Er überlegt, sich das Leben zu nehmen, wozu er aber keine Mittel zur Verfügung hat, oder sich den Behörden zu stellen.
Zunächst flieht er aber zu Fuß weiter und trifft wieder auf Manteuffel. Er ist nun überzeugt, dieser sei der Teufel selbst und habe seinen Niedergang verursacht, um ihm seine Seele abzunehmen. Die Tatsache, dass es ausgerechnet Walpurgisnacht ist, scheint ihm dies zu bestätigen. Manteuffel aber verneint: Er sei ein gewöhnlicher Mensch, und Robert sei keineswegs so gut, wie er glaube. Die begangenen Verbrechen seien keineswegs nur „das abscheuliche Zusammentreffen der Umstände“, die er nicht habe vorhersehen können. Vielmehr habe die Fähigkeit zum Verbrechen schon lange in Robert geschlummert, „[e]s fehlte nur an Gelegenheit“. Doch noch sei es nicht zu spät sich zu bessern, und Manteuffel verspricht ihm Rettung. Robert fällt in Ohnmacht und erwacht in einer Höhle, in der Manteuffel ihn zurücklassen will. Plötzlich fühlt er einen Kuss auf seinen Lippen, und er erwacht in seinem Gartenhaus: Er hat die ganze Geschichte (ab Manteuffels Besuch im Gartenhaus) nur geträumt, und nun stehen Fanny und seine Kinder vor ihm und freuen sich über seine Rückkehr.
Es ist der 1. Mai, Fannys Geburtstag. Robert erzählt ihr seinen Traum, den sie für eine himmlische Botschaft hält. Zur Geburtstagsfeier erscheinen drei unerwartete Gäste: Manteuffel, dessen Bruder (der polnische Adlige) und seine Schwägerin, Julie. Die Begegnung mit Julie hat zunächst etwas Peinliches, zumal Fanny ja weiß, dass Robert letzte Nacht von ihr geträumt hat. Doch die beiden Frauen freunden sich schnell an. Es stellt sich heraus, dass der polnische Adlige keineswegs brutal ist, und Julie ihren Mann „wegen seines edeln Gemütes“ liebt. Auch Manteuffel stellt sich als edler und herzensguter Mensch heraus, den Robert bei seiner ersten Begegnung völlig falsch eingeschätzt hat – zum einen wegen seiner äußeren Erscheinung, zum anderen wegen seiner seltsamen Fragen, die Manteuffel damals aber nur stellte, um herauszufinden, ob Robert der rechtmäßige Besitzer der gefundenen Brieftasche sei. Am Abend verabschiedet man sich in Freundschaft.

## Publikation
Die Erzählung ist in 14 Kapitel aufgeteilt und erschien zuerst 1812. Übersetzungen folgten 1843 in französischer und 1845 in englischer Sprache.